# Histiotus
Histiotus is een geslacht van zoogdieren uit de familie van de gladneuzen (Vespertilionidae). De wetenschappelijke naam van het geslacht werd in 1856 gepubliceerd door Paul Gervais.

## Soorten
Er worden 11 soorten in dit geslacht geplaatst:
- Histiotus alienus O. Thomas, 1916
- Histiotus cadenai Rodríguez-Posada et al., 2021
- Histiotus colombiae O. Thomas, 1916
- Histiotus diaphanopterus Feijó, P. A. da Rocha, & S. L. Althoff, 2015
- Histiotus humboldti Handley, 1996
- Histiotus laephotis O. Thomas, 1916
- Histiotus macrotus (Poeppig, 1835)
- Histiotus magellanicus (R. A. Philippi, 1866)
- Histiotus mochica Velazco et al., 2021
- Histiotus montanus (R. A. Philippi & Landbeck, 1861)
- Histiotus velatus (I. Geoffroy, 1824)